# The IIconics
The IIconics foi uma dupla australiana de wrestling profissional que era formada por Billie Kay e Peyton Royce. Kay e Royce, que são amigas na vida real, estudaram na Westfields Sports High School e foram treinadas por Madison Eagles. Elas são a primeira dupla australiana a serem campeãs de duplas na história da WWE e as primeiras australianas a vencerem um título na WrestleMania, o principal evento da WWE.
Antes da WWE, Kay e Royce lutaram na Pro Wrestling Women's Alliance (PWWA) na Austrália sob os nomes de Jessie McKay e KC Cassidy. Elas estrearam como uma equipe em 8 de maio de 2015, pouco depois de serem ambas contratadas para a divisão NXT da WWE, e foram usadas como joobers em house shows, não conquistando uma única vitória como equipe por quase um ano e meio; durante esse tempo, elas foram renomeados para Jessie e Cassie, antes de assumirem seus nomes atuais de Billie Kay e Peyton Royce.
As duas estrearam no NXT em 5 de outubro de 2016, mais tarde se autodenominando The Iconic Duo e perseguindo sem sucesso o NXT Women's Championship. Elas se mudaram para o plantel principal ao se juntar ao SmackDown em 10 de abril de 2018, agora como The IIconics, e conquistaram o Women's Tag Team Championship na WrestleMania 35 no ano seguinte.

A dupla retornou na TNA no Against All Odds 2025 sob o nome The IInspiration.

## História

### Origens
Antes de formarem uma equipe, Kay (sob seu nome verdadeiro Jessie McKay) e Royce (como KC Cassidy) lutaram entre si na Pro Wrestling Women's Alliance (PWWA) ao longo de suas carreiras, incluindo uma luta pelo PWWA Championship.
Ambas se juntaram à WWE, onde foram designadas para o NXT, em 2015, originalmente sob seus nomes de ringue da PWWA. Cassidy fez sua estreia no episódio de 15 de maio do NXT, perdendo para a Campeã Feminina do NXT Sasha Banks em uma luta sem título.

### NXT (2015–2018)
McKay e Cassidy se juntaram logo depois de entrarem no NXT, embora elas só aparecessem em house shows por mais de um ano. A primeira luta como equipe foi em 8 de maio de 2015 em um show em Largo, Flórida, onde perderam para Bayley e Carmella naquele que também foi a primeira luta de McKay na WWE. Por um período de mais de um ano, as duas foram usadas como jobbers e perderam todas as suas lutas como equipe, embora elas tenham vencido algumas lutas individuais; durante esse período, elas foram renomeadas Cassie (Royce) e Jessie (Kay), antes de assumirem seus nomes de Peyton Royce e Billie Kay em agosto de 2015.
A equipe fez sua estreia na TV no episódio de 5 de outubro de 2016 do NXT, e mais tarde foram apelidadas de "The Iconic Duo". Quase um ano e meio após a criação de sua equipe, a dupla conquistou sua primeira vitória em 14 de outubro de 2016 em um show em Fort Pierce, Flórida, derrotando Aliyah e Liv Morgan. Elas também venceram sua primeira luta na televisão no episódio de 28 de dezembro de 2016 do NXT, derrotando Aliyah e Morgan novamente. Em 28 de janeiro de 2017 no NXT TakeOver: San Antonio, as duas foram eleitas o "Breakout of the Year" de 2016 no NXT Year-End Awards ; elas também competiram no evento em sua estreia na TV ao vivo, ambas perdendo em uma luta fatal four-way pelo NXT Women's Championship vencida pela então campeã Asuka.
No NXT TakeOver: WarGames, Royce competiu sem sucesso em uma luta fatal four-way pelo NXT Women's Championship vago contra Kairi Sane, Nikki Cross e a vencedora Ember Moon. A última luta televisiva da dupla no NXT foi no episódio de 4 de outubro de 2017 do NXT, em uma derrota contra Cross e Ruby Riott, embora elas continuassem competindo em house shows; sua última luta como parte da marca NXT foi em 21 de abril de 2018 em um house show em Fort Pierce, Flórida, onde perderam para Dakota Kai e Steffanie Newell; após a luta, as duas equipes se abraçaram.

### SmackDown e Campeãs de Duplas Femininas da WWE (2018–2019)
Kay e Royce, agora conhecidas como "The IIconics", estrearam no episódio de 10 de abril de 2018 do SmackDown Live, atacando a Campeã Feminina do SmackDown Charlotte Flair, permitindo que Carmella usasse seu contrato do Money in the Bank e derrotasse Flair para vencer o título. Na semana seguinte no SmackDown, as The IIconics venceram sua primeira luta no plantel principal ao derrotarem Asuka e Becky Lynch. Em 6 de outubro no Super Show-Down em seu país natal, elas derrotaram Asuka e Naomi.
Em 2019, as The IIconics entraram em sua primeira luta Royal Rumble no evento de mesmo nome, eliminando Nikki Cross antes de serem eliminadas por Lacey Evans. No mês seguinte, no Elimination Chamber, elas participaram da primeira luta elimination Chamber de duplas femininas para determinar as campeãs inaugurais do WWE Women's Tag Team Championship, eliminando Naomi e Carmella antes de serem eliminadas por Nia Jax e Tamina ; a luta acabou sendo vencida por The Boss 'n' Hug Connection (Bayley e Sasha Banks). Em março, as The IIconics começaram uma rivalidade com The Boss 'n' Hug Connection, que elas derrotaram em uma luta sem título no episódio de 19 de março do SmackDown. Por causa da vitória, elas (e duas outras equipes) desafiaram Banks e Bayley pelos títulos na WrestleMania 35 em uma luta fatal four-way de duplas. No evento de 7 de abril, as The IIconics venceram o Women's Tag Team Championship depois de Kay pinar Bayley. Sua vitória as tornou as primeiras campeãs de duplas australianas na história da WWE (a única ocorrência anterior de um campeão australiano de duplas foi Buddy Murphy, que se tornou Camoeão de Duplas do NXT ao lado do americano Wesley Blake em 2015), e as primeiras australianas a vencerem um título na WrestleMania.
Dois dias depois, no SmackDown, em sua primeira defesa de título, as The IIconics derrotaram Kris Statlander e Karissa Rivera. No episódio de 17 de junho do Raw, as IIconics defenderam com sucesso seus títulos contra Alexa Bliss e Nikki Cross. No episódio de 16 de julho do SmackDown, as The IIconics mantiveram seus títulos contra The Kabuki Warriors (Asuka e Kairi Sane) por count-out.
No episódio de 5 de agosto do Raw, a dupla perdeu os títulos para Bliss e Cross em uma luta fatal four-way de eliminação. Foi a primeira equipe a ser eliminada na luta, sendo eliminadas por Mandy Rose e Sonya Deville. Seu reinado terminou em 120 dias.

### Raw e separação (2019–2020)
Em 16 de outubro, foi anunciado que as The IIconics tinham sido transferidas para o Raw como escolhas suplementares do WWE Draft 2019. Em 28 de outubro, as IIconics perderam em uma luta de duplas contra Charlotte Flair e Natalya.
A equipe fez seu retorno em 11 de maio de 2020 no episódio do Raw, interrompendo as Campeãs de Duplas Femininas da WWE Alexa Bliss e Nikki Cross. Mais tarde, elas derrotaram as campeãs em uma luta sem título. Elas desafiaram sem sucesso pelo WWE Women's Tag Team Championships várias vezes durante o verão. Elas também rivalizaram com Ruby Riott, zombando dela nos bastidores por não ter amigos. Elas continuariam trocando vitórias enquanto Kay e Royce derrotavam Riott enquanto Riott derrotava Kay. No Payback, as The IIconics foram derrotadas por Riott e sua recém-reunida parceira, Liv Morgan. Na noite seguinte no Raw, as The IIconics foram forçadas a se separarem após perderem para o The Riott Squad por estipulação.
No WWE Draft 2020, Royce foi transferida para o Raw enquanto Kay foi transferida para o SmackDown, solidificando a separação.

## Outras mídias
Kay e Royce fizeram sua estreia no videogame no WWE 2K18 e suas sequências no WWE 2K19 e WWE 2K20.

## Títulos e prêmios
- Pro Wrestling Illustrated
  - A PWI as colocou na 50ª posição entre as 50 melhores equipes do PWI Tag Team 50 em 2020 [46]
- World Wrestling Entertainment
  - WWE Women's Tag Team Championship (1 vez)[47]
  - NXT Year-End Award (1 vez) 
    - Breakout of the Year (2016)[17]